# Berety w Wojsku Polskim

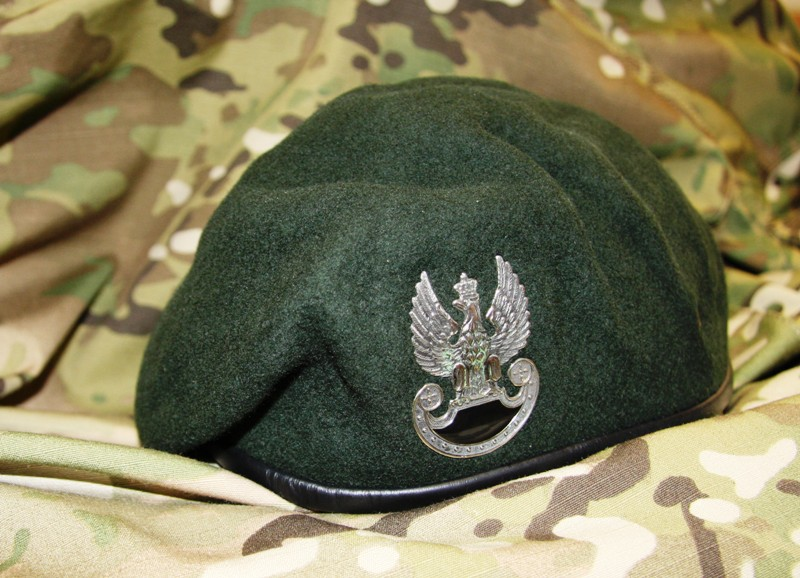
Beret polskich Wojsk Specjalnych

Berety w Wojsku Polskim – część umundurowania (beret) żołnierzy Wojska Polskiego.
Berety w Wojsku Polskim pojawiły się w roku 1919, kiedy do kraju przybyła „Błękitna Armia” gen. Józefa Hallera; żołnierze 1 pułku czołgów nosili charakterystyczne czarne berety. W tym samym roku zdecydowano się je wprowadzić do umundurowania jako znak broni pancernej. W latach 30. XX wieku w Wojsku Polskim pojawiła się koncepcja wprowadzenia beretu khaki jako polowego nakrycia głowy – zamiast stosowanych dotąd furażerek, ostatecznie zdecydowano się jednak na rogatywki. Berety w składzie umundurowania polskiego żołnierza pojawiły się ponownie w Polskich Siłach Zbrojnych; ciemnozielone stały się wyróżnikiem 10 kompanii „Commando”, jasnopopielate – 1 Samodzielnej Brygady Spadochronowej, błękitne – Samodzielnej Kompanii Grenadierów, a czarne – jednostek pancernych. W ludowym Wojsku Polskim do tradycji noszenia beretów powrócono na przełomie lat 50. i 60. XX wieku. W połowie lat 90. XX wieku wraz z wprowadzeniem nowego umundurowania polowego wz. 93 zdecydowano się na zmianę polowego nakrycia głowy polskich żołnierzy. W miejsce dotąd stosowanych rogatywek wprowadzono berety w kolorze zielonym.

## Berety w Wojsku Polskim II RP

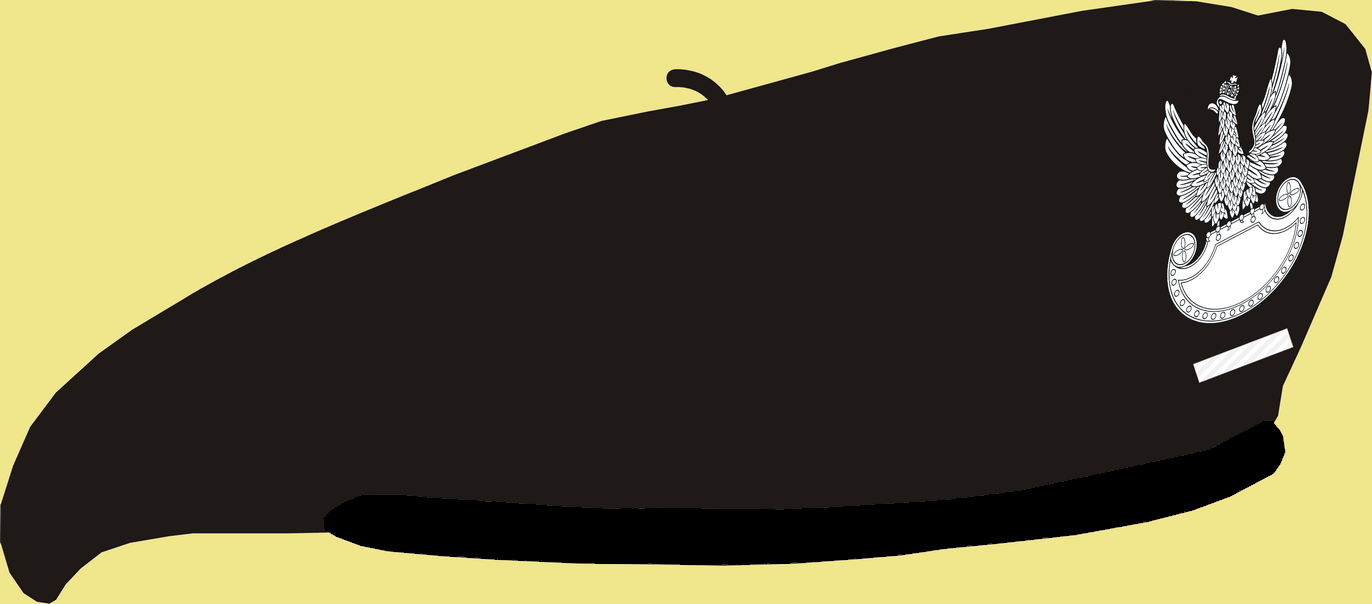
Beret broni pancernych II RP

Berety w Wojsku Polskim pojawiły się wraz z przybyciem do kraju „Błękitnej Armii” gen. Józefa Hallera. Początkowo nosili je kierowcy pojazdów mechanicznych podczas jazdy, przy pracy przy sprzęcie oraz w obrębie koszar. Pierwsze berety były wykonane z granatowej tkaniny dzianej, przylegał ściśle do głowy i miał w środku na wierzchu wystający koniec przędzy długości około 1,5 cm przypominający ogonek. Na berecie mocowano godło państwowe, niekiedy także oznaki stopni.
W 1937 roku został wprowadzony do broni pancernych i oddziałów zmotoryzowanych nowy wzór beretu. Jego wzór określono w Dzienniku Rozkazów Nr 11 z 23 sierpnia 1937 roku, poz. 139. Wykonany był z jednego kawałka czarnej tkaniny dzianej, miał średnicę 29–31 cm. Krawędź obszyta była wewnątrz skórkowym potnikiem. Z przodu, pośrodku naszyty orzeł wysokości 4 cm, haftowany szarą nitką na podkładce z czarnego sukna. Pod godłem umieszczone symetrycznie oznaki stopni wojskowych na czarnej sukiennej podkładce, haftowane szarą jedwabną nitką dla oficerów, z galonu z karmazynowymi brzegami dla podoficerów, z galonu całkowicie srebrnego dla podchorążych zawodowych. Noszenie czarnych beretów przewidziane było również w czasie prowadzenia pojazdu mechanicznego poza służbą.
Czarne berety noszono także w polskim lotnictwie. Pod koniec lat 30. XX wieku do ubioru ćwiczebnego i roboczego na lotnisku jako nakrycie głowy przeznaczony był czarny beret wz. 36 z oznaką stopnia.
Na przełomie lat 20. i 30. XX wieku rozważano, także wprowadzanie beretów jako polowe nakrycie głowy polskich żołnierzy w miejsce stosowanych dotąd furażerek. Wobec tego w roku 1930 berety w kolorze khaki doświadczalnie wprowadzono w 21 pułku piechoty „Dzieci Warszawy”. Zrezygnowano jednak z tego pomysłu na rzecz polowej rogatywki.

## Berety w Polskich Siłach Zbrojnych

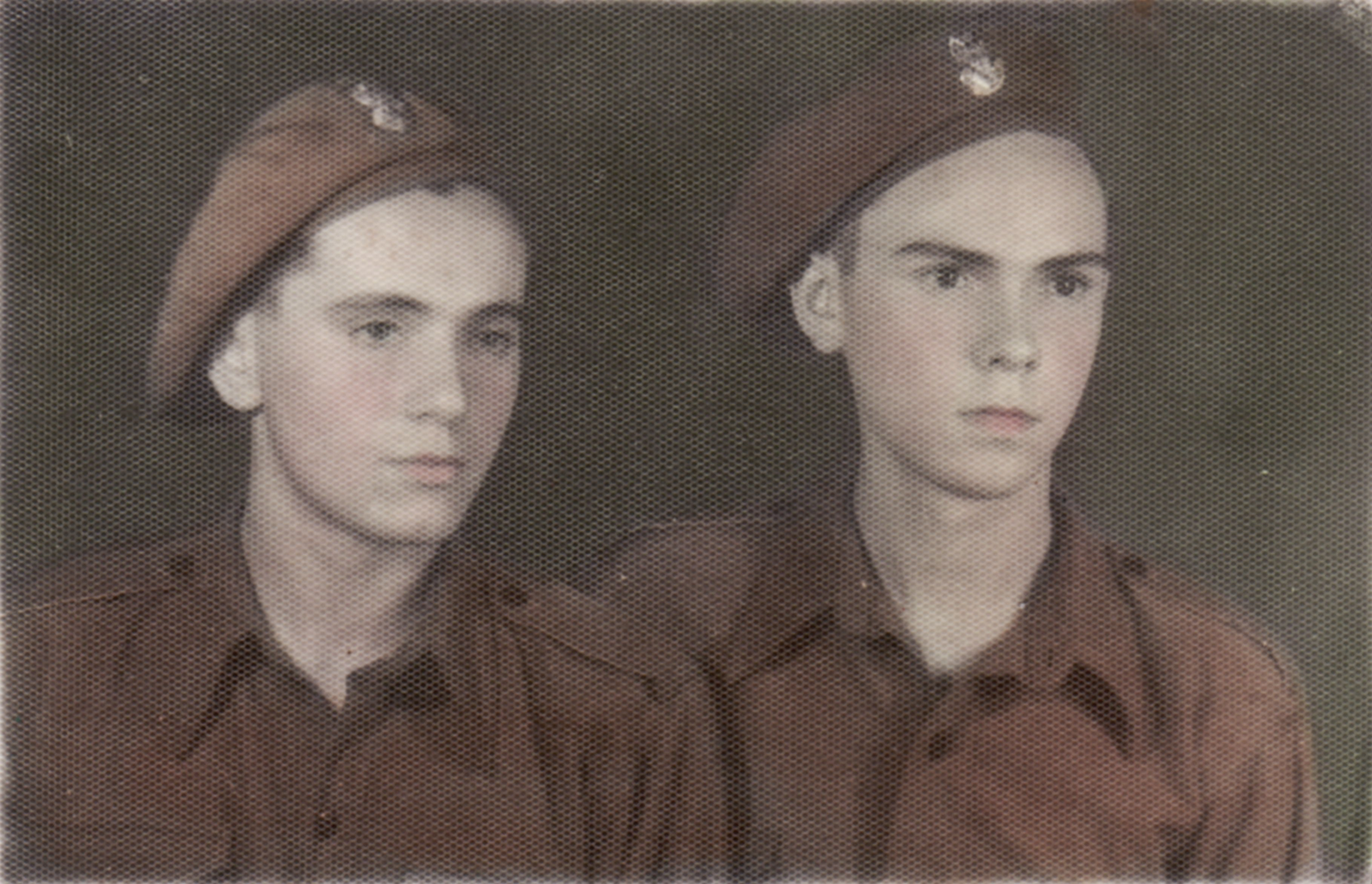
Żołnierze polscy w przepisowych beretach British Army koloru khaki

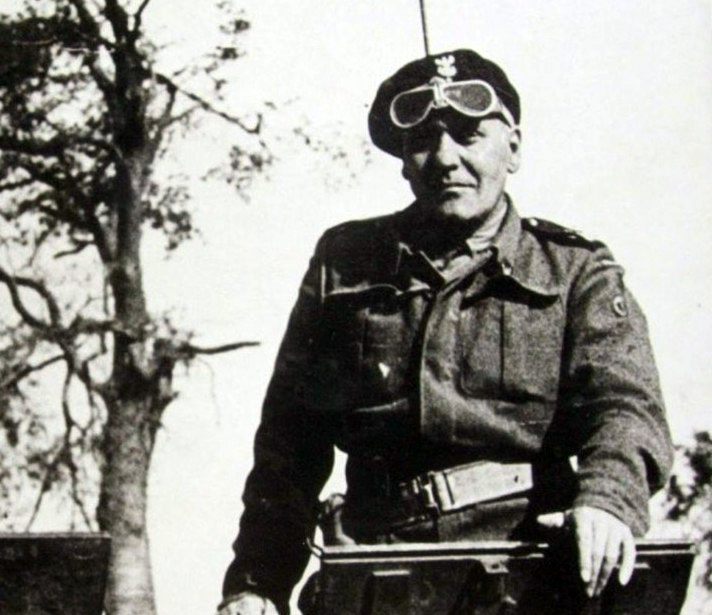
Gen. Stanisław Maczek w berecie wojsk pancernych

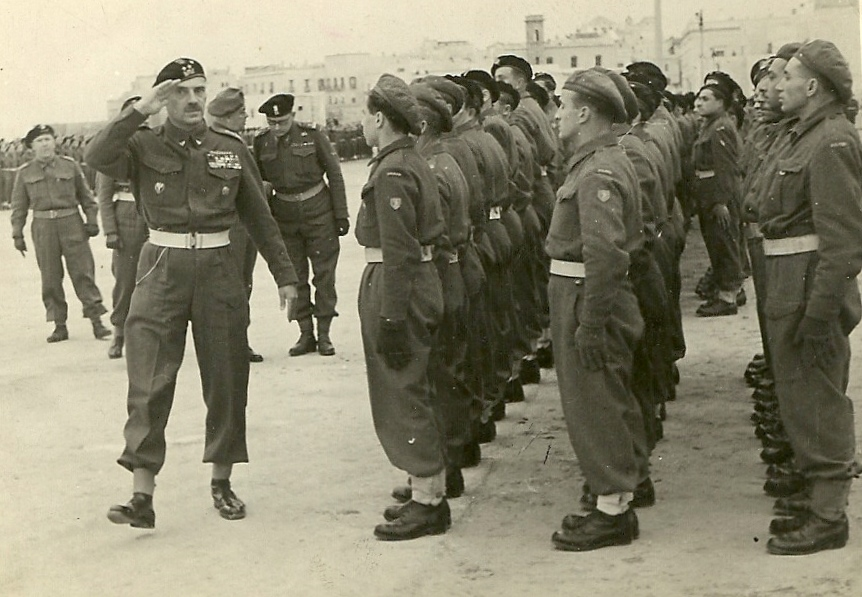
Gen. Władysław Anders wizytuje 7 Pułk Pancerny

W Wojsku Polskim we Francji używano ciemnogranatowych beretów strzelców alpejskich lub beretów koloru ochronnego. Wiosną 1940 roku nastąpiło przemundurowanie oddziałów polskich. W 2 Dywizji Strzelców Pieszych wprowadzono berety brązowe z orłem wyciśniętym z gumy na owalnej, sukiennej podkładce. Oznaki stopnia umieszczane były pod orłem, a barwy pułków w postaci „ostrzy bagnetów”, nawiązujących kształtem do oznak Obrony Narodowej, z lewej strony, poziomo, w odległości 25 mm od orła. W broni pancernej wprowadzono granatowy francuski beret wz. 35 – przefarbowywany w oddziałach na czarno.
Nakryciem głowy w Samodzielnej Brygady Strzelców Podhalańskich były berety khaki francuskiej piechoty fortecznej z orłem na podkładce sukiennej. Oznaki stopni naszywano pod orłem – poziomo.
W Polskich Siłach Zbrojnych w Wielkiej Brytanii czarne berety nosiły oddziały broni pancernej i kawalerii pancernej. Berety wykonane były z jednego kawałka filcu, ze skórzanym obszyciem i tasiemkę wiązaną na kokardkę. Niektóre pułki kawalerii nosiły tasiemki zwisające z tyłu, zaprasowaną na gładko.
Żołnierze 10 kompanii „Commando” otrzymali w lutym 1943 roku ciemnozielone berety z orłem metalowym umieszczonym na lewym boku. Żołnierze 1 Samodzielnej Brygady Spadochronowej nosili berety jasnopopielate, a Samodzielnej Kompanii Grenadierów błękitne. Batalion Strzelców Podhalańskich otrzymał szkockie berety khaki bez pomponów. W 1943 roku piechota i artyleria 1 Korpusu otrzymały berety granatowe.
Od 1943 roku w PSZ stopniowo wprowadzano berety khaki, zszyte z kilku elementów, a wykonane z tkaniny czesankowej (według nazewnictwa brytyjskiego – General Service Cap). Posiadały one dość wysoki, usztywniony otok, denko i dwa bryty nierównej wielkości. Berety khaki otrzymały wszystkie oddziały, które nie były uprawnione do noszenia beretów filcowych. Oznaki stopni noszono na beretach początkowo z boku orła, z lewej strony, później – poniżej orła.
Minister Obrony Narodowej rozkazem L.dz. 2677/W.Og./43 z 11 listopada 1943 roku wprowadził do umundurowania żołnierzy 2 Dywizji Grenadierów Pancernych (Kadrowej) berety barwy granatowej.
W grudniu 1943 w I Korpusie wprowadzono beret granatowy. Na beretach stosowano orły zatwierdzone dla wojsk pancernych.
Wiosną 1944 roku w piechocie i artylerii 2 Korpusu wprowadzono berety khaki. Pułki pancerne i ułanów zachowały czarne berety, a kompania komandosów, przetransportowana na front włoski, berety zielone. Już po wojnie, przed przetransportowaniem 2 Korpusu do Wielkiej Brytanii, wprowadzono w oddziałach korpusu filcowe berety granatowe. Broń pancerna zachowała berety czarne. Czarne berety nosili również żołnierze 16 Pomorskiej Brygady Piechoty będącej w składzie 2 WDPanc.

## Berety w ludowym Wojsku Polskim

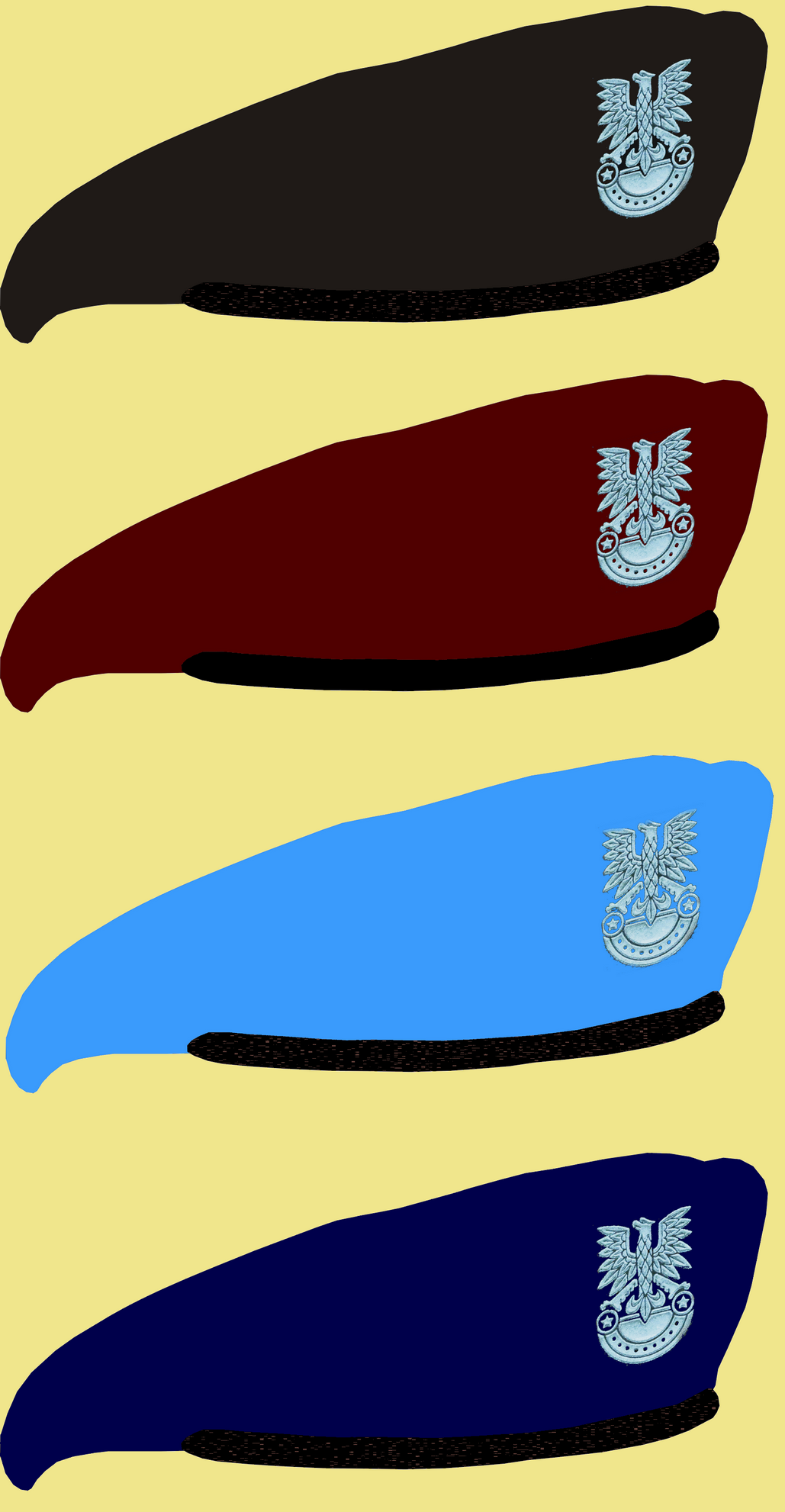
Berety używane w LWP

W początkowym okresie kobiety służące w samodzielnym batalionie im. Emilii Plater otrzymały umundurowanie sowieckie, w składzie którego były granatowe berety. Berety noszono krótko, bo już w lipcu 1943 roku zastąpiono je rogatywkami polowymi.
W ludowym Wojsku Polskim do tradycji noszenia beretów powrócono na przełomie lat 50. i 60. XX wieku. Żołnierze Sił Zbrojnych Polskiej Rzeczypospolitej Ludowej używali beretów w kolorach:
- czarnym – w Marynarce Wojennej[e][18], w pułkach czołgów i batalionach czołgów pułków zmechanizowanych oraz szkołach i ośrodkach szkolenia wojsk pancernych[19], w WLOP[f] i Wojskach Lotniczych w składzie ubiorów specjalnych i roboczych[g][20]
- bordowym – w jednostkach powietrznodesantowych[19], 1 batalionie szturmowym, armijnych kompaniach specjalnych[h] i kompaniach specjalnych batalionów rozpoznawczych
- niebieskim – w jednostkach obrony wybrzeża[19]
- khaki – noszone w latach 60. XX wieku do munduru polowego i służbowego przez słuchaczki studium wojskowego szkół wyższych[21]
- granatowym – do munduru roboczego

Berety czarne noszono zamiast czapki polowej, natomiast berety bordowe i niebieskie, także zamiast czapki garnizonowej. Oznaki stopni wojskowych noszono jedynie na berecie bordowym i niebieskim.

## Berety w Siłach Zbrojnych Rzeczypospolitej Polskiej

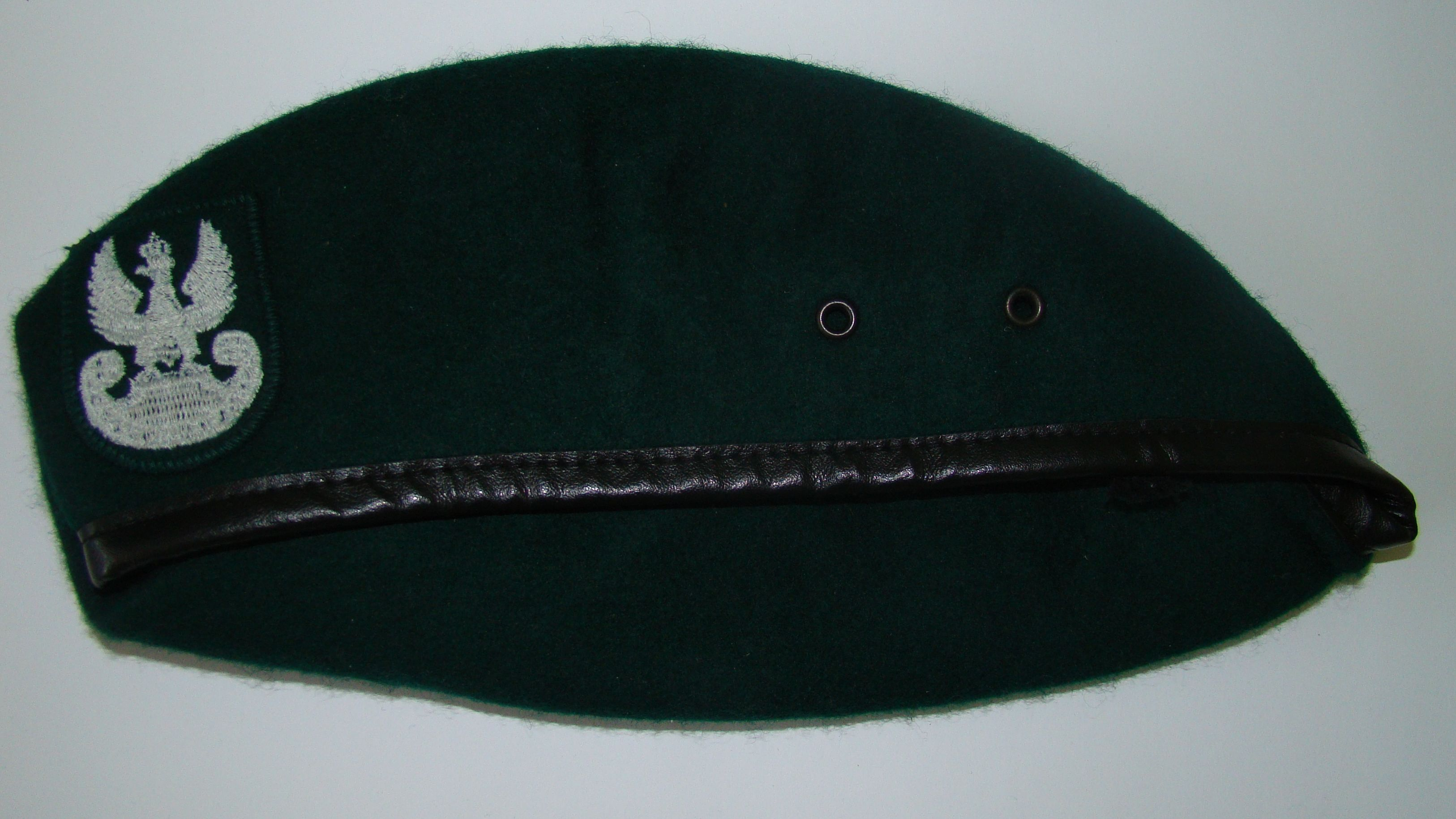
Beret zielony wojsk lądowych (III RP)

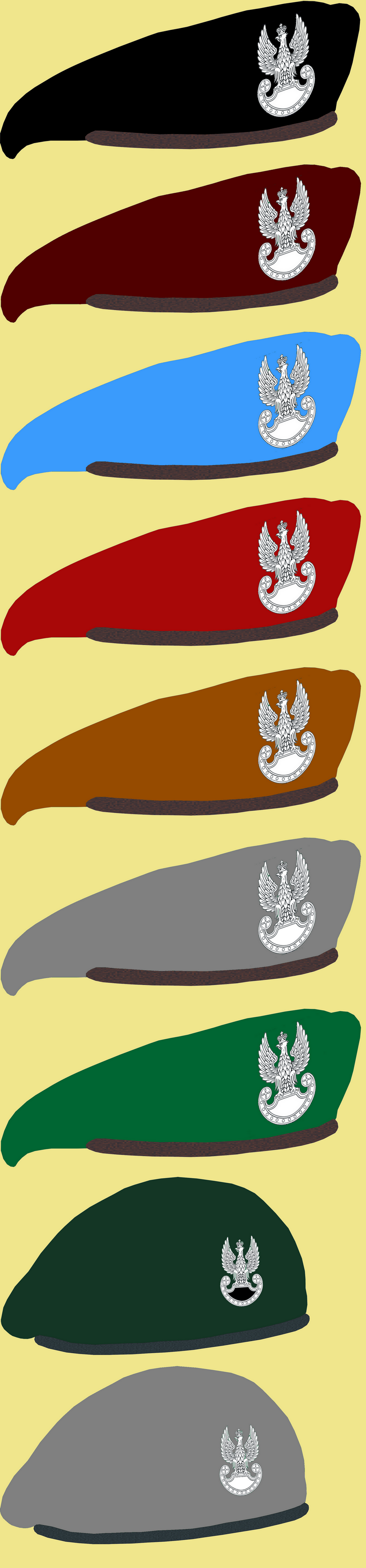
Berety używane w WP (III RP)

Żołnierze Sił Zbrojnych Rzeczypospolitej Polskiej obecnie noszą berety w kolorach
- czarnym[i] – w Marynarce Wojennej;
- niebieskim – w jednostkach Obrony Wybrzeża, 8 Koszalińskim Pułku Przeciwlotniczym, Centrum Przygotowań do Misji Zagranicznych i Inspektoratu Wsparcia Sił Zbrojnych;
- czarnym – w jednostkach pancernych, pododdziałach czołgów i jednostkach 11 Dywizji Kawalerii Pancernej;
- bordowym – w jednostkach powietrznodesantowych i Kawalerii Powietrznej;
- ciemnoniebieskim – w Wojskach Obrony Cyberprzestrzeni[27][j]
- zielonym – w pozostałych jednostkach Wojsk Lądowych[j];
- szkarłatnym – w jednostkach Żandarmerii Wojskowej;
- oliwkowym[k] – w Wojskach Obrony Terytorialnej;
- szarym[l] – w Jednostce Wojskowej GROM
- ciemnozielonym[m] – w Jednostce Wojskowej Komandosów, Jednostce Wojskowej Nil, Jednostce Wojskowej AGAT oraz w Powietrznej Jednostce Operacji Specjanlych[n];
- czarnym[o] –  w Jednostce Wojskowej Formoza.

W poprzednich latach nosili również berety w kolorach:
- stalowym[p] – w jednostkach Sił Powietrznych noszonych przez żołnierzy pełniących zasadniczą służbę wojskową (zastąpiono je furażerkami polowymi wz. 93.);
- czarnym[q] – w jednostkach Sił Powietrznych noszonych przez żołnierzy pełniących zasadniczą służbę wojskową (zastąpiono je furażerkami polowymi wz. 93.);
- niebieskim – w Dowództwie Pomorskiego Okręgu Wojskowego[r] (Inspektorat Wsparcia Sił Zbrojnych przejął wszystkie jego obowiązki, historie i tradycje);
- brązowym – w jednostkach Obrony Terytorialnej (ostatnie rozformowano w 2008 roku)

Zielone berety w Wojskach Lądowych III RP wzięły się stąd, iż w okresie PRL jedna z państwowych fabryk wyprodukowała dla armii libijskiej zamówione przez nią właśnie zielone berety, których jednak armia ta ostatecznie nie przyjęła ze względu na fatalną jakość wykonania. Na początku lat 90. XX w. doszło do konferencji mundurowej, na której miano ustalić m.in. nowe nakrycie głowy żołnierza polskiego. Ponieważ magazyny mundurowe były pełne zalegających w nich nietkniętych zielonych beretów, ze względów oszczędnościowych postanowiono wprowadzić właśnie je, zmieniając jedynie po kilku latach odcień zielonego, jaki posiadały, na nieco ładniejszy.
Na berecie umieszcza się znak orła wojskowego wykonany zazwyczaj metodą haftu na tkaninie zasadniczej w barwie beretów, odpowiadający danemu rodzajowi wojsk.
Na beretach generałów, a także w składzie ubioru galowego i wyjściowego Żandarmerii Wojskowej, w jednostkach powietrznodesantowych i kawalerii powietrznej, jednostkach obrony wybrzeża oraz 11. Dywizji Kawalerii Pancernej – haftowany srebrzystym bajorkiem, ze złotą koroną, dziobem i szponami.
W Wojskach Specjalnych – znak orła Wojsk Specjalnych tłoczony z blachy srebrzystej i oksydowany, o wysokości 47 mm; wnętrze tarczy amazonek jest barwy czarnej.
Beret, z wyjątkiem Marynarki Wojennej, Wojsk Specjalnych i Wojsk Obrony Terytorialnej, nosi się lekko przechylony na prawe ucho. Prawą krawędź beretu opuszcza się w dół nieco ku tyłowi, tak aby przysłaniał ucho. Beret marynarski nosi się lekko przechylony na prawe ucho. Dolna jego krawędź powinna znajdować się na wysokości około 40 mm nad lewą brwią oraz około 20 mm nad prawą brwią. Prawą krawędź denka opuszcza się w dół nieco ku tyłowi, tak by nie przysłaniała ucha.
W Wojskach Specjalnych i Wojskach Obrony Terytorialnej beret nosi się lekko przechylony na prawe ucho w taki sposób, by znak Orła Wojskowego znajdował się nad lewą brwią. Prawą krawędź beretu opuszcza się w dół nieco ku tyłowi, tak aby przysłaniał ucho.
Przy wystąpieniach bez nakrycia głowy beret nosi się w lewej kieszeni spodni, która ma być otwarta i orzełek ma być skierowany ku przodowi (mundur wz. 2010).
Oznaki stopni wojskowych na beretach wykonane są techniką haftu lub termonadruku. Na beretach generałów, a także w składzie ubioru galowego i wyjściowego Żandarmerii Wojskowej, w jednostkach powietrznodesantowych i kawalerii powietrznej, jednostkach obrony wybrzeża oraz 11 Dywizji Kawalerii Pancernej – haftowane srebrzystym bajorkiem.
Oznak stopni wojskowych nie nosi się na beretach: Marynarki Wojennej, Wojsk Specjalnych, Wojsk Obrony Terytorialnej, beretach roboczych i specjalnych.
Żołnierze Wojska Polskiego służący w Wielonarodowym Korpusie Północno-Wschodnim (MNC NE) w Szczecinie, noszą (od września 2012) berety ciemnogranatowe z metalową oznaką rozpoznawczą korpusu w miejscu orła i bez dystynkcji.